# Присовјани
Присовјани (мкд. Присовјани) су насеље у Северној Македонији, у западном делу државе. Присовјани припадају општини Струга.

## Географија
Насеље Присовјани је смештено у западном делу Северне Македоније. Од најближег града, Струге, насеље је удаљено 25 km северно.
Присовјани се налазе у малој историјској области Малесија, која обухвата западну страну планине Караорман. Насеље је положено високо. Западно од насеља тло се спушта у клисуру Црног Дрима, где је образовано вештачко језеро Глобочица. Надморска висина насеља је приближно 1.010 метара.
Клима у насељу је планинска.

## Историја
У месту "Присовљани" је радила српска народна школа између 1860-1870. године.

## Становништво
Присовјани су према последњем попису из 2002. године имали 11 становника.
Претежно становништво у насељу су етнички Македонци (100%).
Већинска вероисповест је православље.